# Круммахер, Фридрих Вильгельм
Фридрих Вильгельм Круммахер (нем. Friedrich Wilhelm Krummacher; 28 января 1796, Мёрс, — 10 декабря 1868, Потсдам) — реформатский богослов и известный проповедник.

## Жизнь
Круммахер был сыном Фридриха Адольфа Круммахера (Friedrich Adolf Krummacher), племянником Готфрида Даниэля Круммахера (Gottfried Daniel Krummacher), принадлежал ко второму поколению семьи богословов Круммахеров (Krummacher). Он был старшим братом Эмиля Вильгельма Круммахера. (Emil Wilhelm Krummacher).
После начальной школы (Elementarschule) Круммахер посещал гимназию в Дуйсбурге (Gymnasium in Duisburg). После того, как его отец в 1812 году был призван в Бернбург (Bernburg) в качестве генерального суперинтенданта, он с «секунды» (с 10-го класса) (Sekunda) учился в местной гимназии (Gymnasium). С 1815 года изучал евангелическое богословие в Галле-Виттенбергском университете (Universität Halle), а в 1816 году переехал в Йенский университет (Universität Jena), где на него особенно повлиял Фриз, Якоб Фридрих (Jakob Friedrich Fries). В 1817 году Круммахер был участником Вартбургского празднества (Wartburg) [1], был лично знаком с Карлом Зандом (Carl Sand), как он пишет в своей автобиографии. В зимнем семестре 1816-1817 года в Йене он стал членом Урбуршеншафта (студенческое братство (община) в германских университетах) (Urburschenschaft) [2], после того как в 1815 году уже вступил в Буршеншафт Тевтонии Галле (Burschenschaft), а в зимнем семестре 1815-1816 года в Корпус Гефалию Галле (Corps Guestphalia Halle) [3] [4].
Сдав экзамен, Круммахер в 1819 году стал сначала ассистентом проповедника (Hilfsprediger) в Немецко-реформатской церкви (deutsch-reformierte Gemeinde) во Франкфурте-на-Майне (Frankfurt am Main), а в 1823 году – пастором в Рурорте (Ruhrort). В 1825 году он был назначен пастором в Бармен-Гемарке (Barmen-Gemarke), в 1835 году в Эльберфельде (Elberfeld), оба сейчас часть Вупперталя (Wuppertal). Здесь молодой Фридрих Энгельс был одним из слушателей его проповедей. Он отказался от назначения профессора богословия в Соединенных Штатах Америки. С 1847 года был пастором в Троицкой церкви (Dreifaltigkeitskirche) в Берлине (Berlin), а с 1853 года до своей смерти придворным проповедником (Hofprediger) в Потсдаме (Potsdam).

## Деятельность и значимость
Круммахер был сторонником движения христианского возрождения (Erweckungsbewegung), резким противником рационали́зма (Rationalismus), его библицистскую проповедь (библицизм) (biblizistische Predigt) Гёте (Goethe) назвал «наркотической». (ср. Weimarer I, 42/I, 16ff). Фридрих Энгельс (Friedrich Engels) в 1839 году вспоминает его в своих письмах из Вупперталя: «Эстетические достоинства его проповедей оцениваются в Эльберфельде лишь очень немногими; ибо, если сравнить с ним его трёх коллег, из которых почти каждый имеет такую же большую аудиторию, то он окажется единицей, а остальные рядом с ним просто нулями, которые служат лишь для того, чтобы повысить его значение».
Согласно современным источникам, его проповеди вызывали настоящие «народные паломничества»; из-за недостаточного количества места в церквях вынимались окна, чтобы услышать Круммахера можно было также снаружи. Его проповедь (к Галатам 1:8-9) в бременской Церкви Ансгари (Ansgarii-Kirche) в 1840 году привела к бременскому церковному спору (Bremer Kirchenstreit). Его проповеди о пророке Илии (Elia) вдохновили композитора Феликса Мендельсона-Бартольди (Felix Mendelssohn Bartholdy) на сочинение оратории «Илия» (Elias-Oratoriums) (1846 год). Круммахер был одним из значимых проповедников ранних немецких «Церковных дней» (евангелических церковных съездов) (Kirchentage). Наряду с собраниями проповедей, переиздаваемыми вплоть до 20 века, он также написал полемические труды, а также биографии друзей священнослужителей (например, Иммануила Фридриха Сандера (Immanuel Friedrich Sander), 1860) и автобиографию. Как и его отец и сын, Круммахер был автором евангельских гимнов, до конца 20 века входивших в евангельские сборники. [5]

## Семья
С 1823 года Круммахер был женат на Шарлотте Пильгерам (1799-1867), которая была родом из Франкфурта-на-Майне. У них было семеро детей. Старший сын Адольф Круммахер (Adolf Krummacher) (1824-1884) также стал пастором и известен как автор песни Stern auf den ich schaue. Дочь Мария опубликовала биографию своей матери. [6]

## Труды
- Стихи. Эссен, Дуйсбург 1819 (Gedichte. Essen, Duisburg 1819)
- Соломон и Суламита. 15 проповедей из Песни Песней. 1826. (Salomo und Sulamith. 15 Predigten aus dem Lied der Lieder. 1826.)
- Четыре проповеди из Песни Песней. Хассель, Эльберфельд 1826 Digitalisat (Vier Predigten aus dem Lied der Lieder. Hassel, Elberfeld 1826 Digitalisat)
- Арфа Сиона. Сборник песен (редакция). 1827. (Zionsharfe. Eine Liedersammlung (Herausgeberschaft). 1827.)
- Загляни в царство благодати. Сборник евангельских проповедей. 1828. (Blicke ins Reich der Gnade. Sammlung evangelischer Predigten. 1828.)
- Илия Фесвитянин. Проповеди, 3 тома, 1828 (многочисленные новые издания до 20 века). Digitalisat (опубликованы: тома 1-2)) (Elias der Thisbiter. Predigten, 3 Bde., 1828 (zahlreiche Neuauflagen bis ins 20. Jh.). Digitalisat (Erschienen: Bdch. 1–2))
- Слова приветствия евангелической реформатской церкви Эльберфельда на его инаугурации 8 февраля 1835 года. Эльберфельд 1835 (Worte der Begrüßung an die evangelisch-reformierte Gemeine zu Elberfeld gesprochen bei seinem Amts-Antritt daselbst den 8. Februar 1835. Elberfeld 1835)
- Последний суд. Проповедь гостя. 12 июля 1840 года в Церкви Ансгари в Бремене, 2-е издание Бремен 1840 (Das letzte Gericht. Gastpredigt gehalten am 12. Juli 1840 vor der St. Ansgarii-Gemeine zu Bremen, 2. Aufl. Bremen 1840)
- Павел не был человеком, соответствующим нашему времени. Проповедь 19 июля 1840 года в Церкви Ансгари в Бремене. 2-е издание. Вильгельм Кайзер, Бремен 1840 Digitalisat (Paulus kein Mann nach dem Sinne unserer Zeit. Predigt gehalten am 19. Juli 1840 vor der St. Angrii-Gemeine zu Bremen. 2. Aufl. Wilh. Kaiser, Bremen 1840 Digitalisat)
- Богословский ответ господину доктору Паниелю в Бремене. Эльберфельд 1840 (Theologische Replik an Herrn Doctor Paniel in Bremen. Elberfeld 1840)
- Елисей, 3 тома, Вильгельм Хассель, Эльберфельд 1840-1845. Первый том. 2-е издание 1844 Digitalisat (Elisa, 3 Bde., Wilhelm Hassel, Elberfeld 1840–1845. Erster Band. 2. Aufl. 1844 Digitalisat)
- Лицемерный рационализм перед судом Священного Писания. Резюме бременского церковного спора. Хассель, Эльберфельд 1841 Digitalisat (Der scheinheilige Rationalismus vor dem Richterstuhl der h. Schrift. Resumé der Bremer Kirchenfehde. Hassel, Elberfeld 1841 Digitalisat)
- Книга Адвента. Проповеди. Нойкирхен 1845. (Das Aventsbuch. Predigten. Neukirchen 1845.)
- Проповеди времени. Вильгельм Хассель, Эльберфельд 1847 Digitalisat (Zeit-Predigten. Wilhelm Hassel, Elberfeld 1847 Digitalisat)
- Соломон и Суламита: Проповеди из Песни Песней. 6-е издание. Вильгельм Хассель, Эльберфельд 1848 Digitalisat (Salomo und Sulamith: Predigten aus dem Lied der Lieder. 6. Aufl. Wilhelm Hassel, Elberfeld 1848 Digitalisat)
- Субботний колокол. Церковные свидетельства (проповеди и лекции), 12 томов, 1851-1854. (Die Sabbathglocke. Kirchliche Zeugnisse (Predigten und Vorträge), 12 Bde., 1851–1854.)
- Страдающий Христос. Страстная книга. Вельхаген и Класинг, Билефельд 1854 Digitalisat (Der leidende Christus. Ein Passionsbuch. Velhagen und Klasing, Bielefeld 1854 Digitalisat)
- Фридрих Вильгельм Круммахер. Автобиография. Вигандт и Грибен, Берлин 1869 Digitalisat (Friedrich Wilhelm Krummacher. Eine Selbstbiographie. Wigandt und Grieben, Berlin 1869 Digitalisat)
- Всегда победа. Вупперталь-Бармен 1962. (Allezeit Sieg. Wuppertal-Barmen 1962.)

## Веб-ссылки
- Литература Фридриха Вильгельма Круммахера в каталоге немецкой национальной библиотеки (Literatur von und über Friedrich Wilhelm Krummacher im Katalog der Deutschen Nationalbibliothek)
- Работы Фридриха Вильгельма Круммахера в Немецкой цифровой библиотеке (Werke von und über Friedrich Wilhelm Krummacher in der Deutschen Digitalen Bibliothek)
- Фридрих Вильгельм Круммахер в лексиконе вестфальских авторов (Friedrich Wilhelm Krummacher im Lexikon Westfälischer Autorinnen und Autoren)
- Влияние на американское богословие (Einfluss auf amerikanische Theologie)
- Фридрих Энгельс о Ф. В. Круммахере (Friedrich Engels über F. W. Krummacher)